# Tomos (Igreja Ortodoxa)

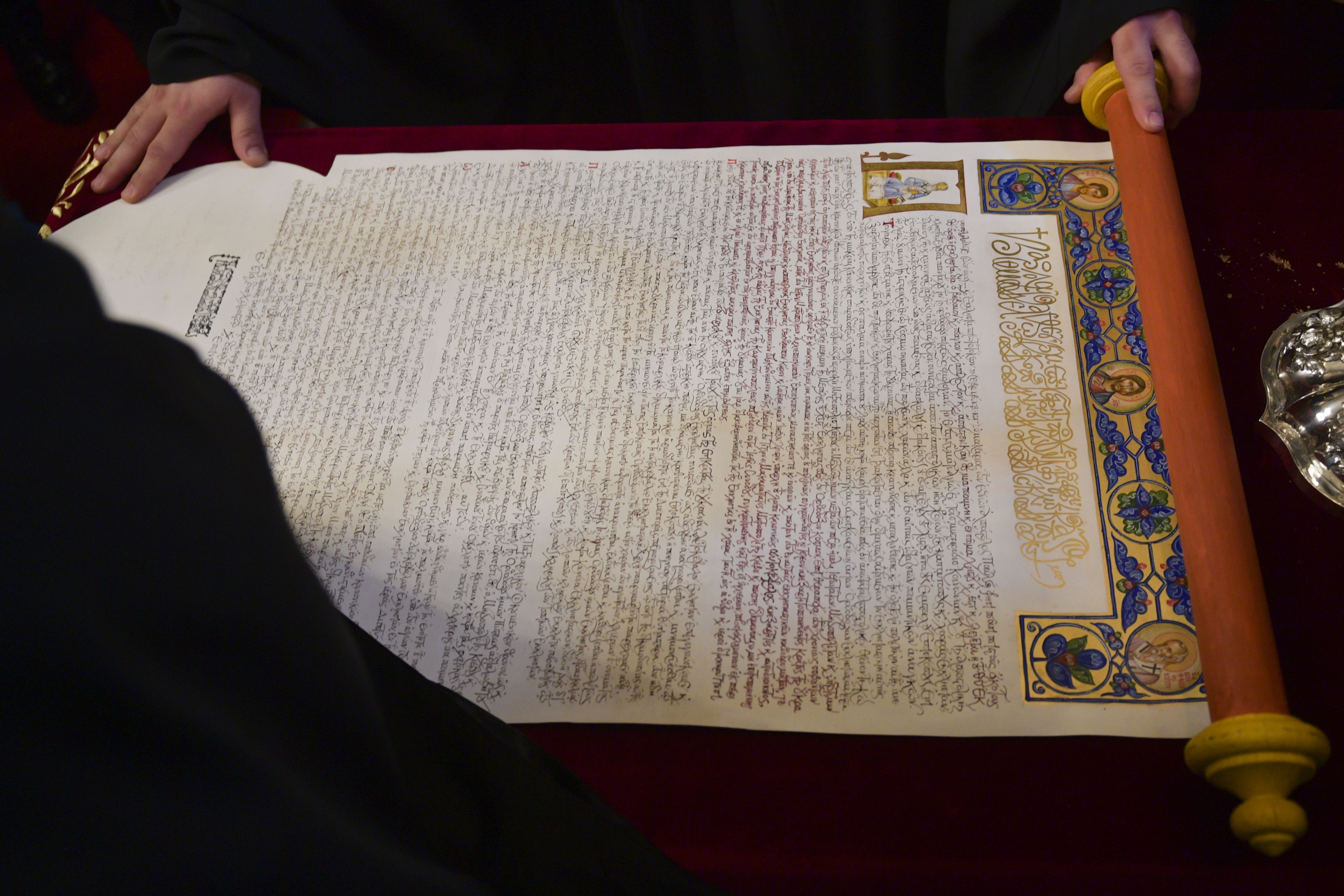
Tomos de autocefalia da Igreja Ortodoxa da Ucrânia, assinado pelo Patriarca Ecumênico Bartolomeu I em 5 de janeiro de 2019.

Um tomos (em grego:  τόμος) na Igreja Ortodoxa é um decreto do chefe de uma igreja ortodoxa específica sobre certos assuntos (como o nível de dependência de uma igreja autônoma de sua igreja mãe).
"Tomos" é uma palavra grega; pode ser traduzido literalmente como "uma seção". "No sentido mais restrito da terminologia da igreja ortodoxa, um tomos é um [...] pergaminho ou um livro pequeno, mas com um propósito muito específico - codifica uma decisão do Santo Sínodo, ou conselho de bispos ortodoxos". A tradução da palavra tomos em português é documento.